# Partido judicial de Cartagena
El Partido judicial de Cartagena   es uno de los 11  partidos judiciales en los que se divide la comunidad autónoma de la  Región de Murcia, siendo el partido judicial n.º 2  de la región de Murcia.
Comprende las localidades de :
Cartagena, La Unión, Fuente Álamo de Murcia.